# Empereur romain
Ne doit pas être confondu avec Roi des Romains, Liste des souverains du Saint-Empire ou Imperator (titre).
Cet article concerne la nature de la fonction impériale à travers l'histoire de l'Empire romain. Pour la liste détaillée des empereurs par époque, voir Liste des empereurs romains.
Un empereur romain est le principal dirigeant de l'Empire romain, depuis la fin de la République romaine avec Auguste (en 27 av. J.-C.) jusqu'à la chute des empires et principautés issues de la décomposition de l'empire byzantin.
Dans la période antique, le terme ne définit pas de fonction précise et légale mais plutôt un conglomérat de pouvoirs, initialement liés à des fonctions de la période républicaine ; cette accumulation de pouvoirs a évolué au fil des siècles. Le titre d'« empereur », résultant d'un concept assez moderne, n'était pas utilisé par les Romains avec le même sens : si un homme était « empereur proclamé », il était souvent appelé « Auguste », « César » ou « Imperator » pour les militaires (dont est dérivé le terme empereur), alors que le titre est aujourd'hui utilisé pour résumer la position tenue par les individus détenteurs du pouvoir dans l'Empire romain.
Comme l'écrit Paul Veyne : « Le rôle d'empereur romain était d'une ambiguïté à rendre fou […]. Un César devait avoir quatre langages : celui d'un chef dont le pouvoir civil est de type militaire et qui donne des ordres ; celui d'un être supérieur (mais sans être un dieu vivant) vers lequel monte un culte de la personnalité ; celui d'un membre du grand conseil d'Empire, le Sénat, où il n'est que le premier parmi ses pairs, qui n'en tremblent pas moins pour leur tête ; celui du premier magistrat de l'Empire qui communique avec ses citoyens et s'explique devant eux ». Il est un simple mandataire de la collectivité, chargé par elle de diriger la république.
Les empereurs romains refusaient d'être considérés comme des rois, préférant l'idée d'apparaître comme des représentants de la République. Le premier empereur, Auguste, évite toute association avec le terme de monarque, clamant que ses pouvoirs sont authentiquement républicains, et avec la période du principat (27 av. J.-C.-285), les institutions républicaines (sénat et magistratures) sont conservées, et l'empereur est considéré primus inter pares, « premier entre ses pairs », bien que les pouvoirs soient de fait concentrés dans leurs mains. Avec Dioclétien, qui amorce le dominat (285-476), ces institutions sont abandonnées, et les empereurs deviennent des « monarques », bien que le contraste avec les « rois » soit maintenu, et deviennent dominus et deus, « maître et dieu ». Au sein de l'Empire romain d'Orient, les empereurs à partir d’Héraclius adoptent le titre de Basileus (« roi » en grec), mais qui est réservé aux empereurs « romains », alors que les autres rois sont appelés Rigas.
En plus de leur fonction pontificale (pontifex maximus), les empereurs avaient un statut divin, initialement après leur mort, et, depuis le dominat, à partir de leur accession au pouvoir. Lorsque le christianisme prévaut sur le paganisme, le statut religieux des empereurs change, pour devenir lieutenant du Christ sur Terre.

## Fonctions et pouvoirs des empereurs romains

### Les origines du pouvoir impérial

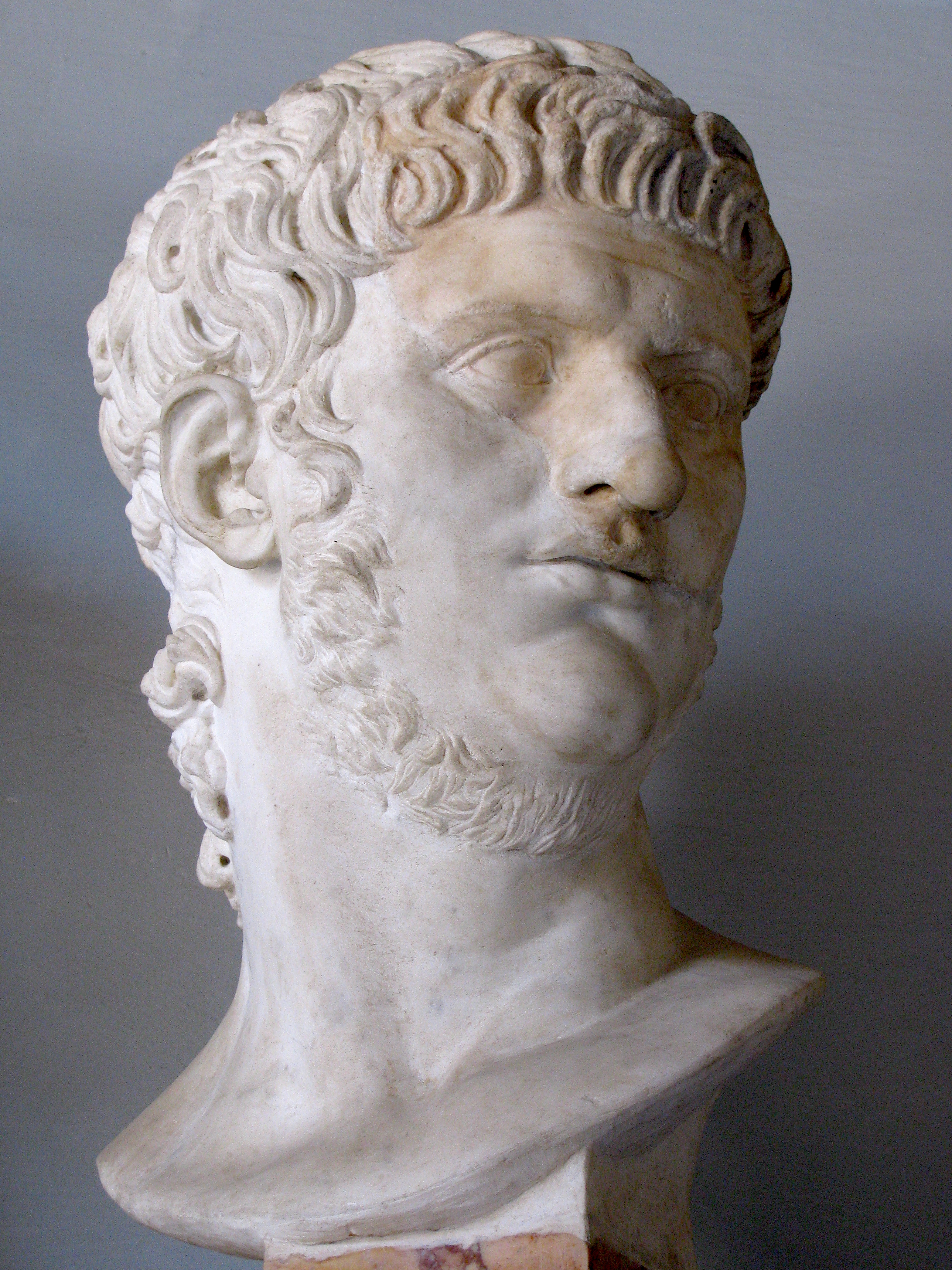
Néron, musées du Capitole (Rome).

Le pouvoir impérial est une délégation, une mission confiée à un individu théoriquement choisi ou accepté par le peuple romain et le Sénat. Les Césars successifs sont ainsi présentés comme « une chaîne perpétuelle de délégations ».
Tout citoyen dévoué appartenant à la noblesse sénatoriale des « clarissimes » peut prétendre au pouvoir pour assurer le salut commun. Des lois non écrites écartent les Grecs et plus tard les Germains.
Pour l'historien Jean Béranger, les empereurs romains sont de grands « patriotes » qui assument les affaires publiques, les transmettent tout naturellement à leur héritier présomptif, ou encore les conquièrent de haute lutte. L’empereur n’est donc pas un roi héréditaire. Parfois, les empereurs adoptent la personne destinée à leur succéder. Parfois, la succession est héréditaire. Mais dans ce cas, le nouvel empereur, ne succède à son père dans son poste que s’il en a reçu expressément l’investiture. En cas de crise, un général porté en triomphe par ses soldats peut par les armes accéder au pouvoir suprême, c'est le cas pendant la crise du troisième siècle.
Jusqu’à la fin de l’Empire byzantin, l'idée que le trône n’était la propriété de personne, ni d’un individu ni d’une dynastie, a survécu. La conséquence d'un tel système est le risque de guerre civile à chaque changement de règne. Les périodes où la succession s'est effectuée de manière paisible, comme sous les Antonins, ont été des exceptions. Le Sénat et le peuple sont pénétrés par la crainte d’une guerre civile à chaque succession. Ils acceptent donc avec empressement l'idée qu’un descendant du prince régnant prenne la suite de son père. Un des devoirs de tout empereur est de préparer la transmission pacifique de son trône. Le choix le plus logique est, même aux yeux des Romains, de désigner son fils ou d’en adopter un. Au Ier siècle, après l'assassinat de Néron, Galba adopte en hâte Pison, Othon se prépare à adopter son neveu et Vitellius présente son enfant à ses soldats. Quand l’empereur régnant parvient à transmettre sans problème son pouvoir à son successeur, cela est considéré comme l’achèvement d’un règne réussi. En fait, l’hérédité du trône n’est pas un principe de droit public, mais une pratique aristocratique admise par l’opinion romaine.
Aux IIIe et IVe siècles, les empereurs sont créés par un nouveau groupe, l’état-major d'une armée. Il choisit le nouvel empereur, ensuite avalisé par le Sénat. Le rang impérial est devenu, aux yeux des militaires, le grade le plus élevé dans la hiérarchie des officiers.

### Imperator
Le terme français empereur provient du mot latin imperator, lequel appartient à la famille de imperare (commander) ou imperium (commandement, pouvoir). Le mot imperator désigne un général victorieux ayant été acclamé par ses troupes et ayant ainsi eu droit au triomphe, accordé par le Sénat. Cependant, après le triomphe, en même temps que son imperium (pouvoir de commander les troupes), il devait déposer également son titre.
Jules César est le premier dirigeant romain à porter ce titre, suivi par Auguste, premier empereur. Le titre d'imperator tombe ensuite en désuétude avant de refaire surface sous le règne de Néron ; il est ensuite porté comme prænomen par tous les empereurs romains. De là découle le fait que le titre imperator devient essentiellement porté par l'empereur. Les généraux victorieux, même acclamés par leurs soldats, voient souvent cette acclamation être ajoutée à la liste de celles de l'empereur.
Les Romains abrégeaient le terme imperator en IMP, et ce terme apparaissait généralement deux fois dans la titulature d'un empereur. La première fois donc en tant que prénom (prænomen), et la seconde fois en tant que titre, suivi du nombre de fois où l'empereur avait été, personnellement ou par ses généraux, acclamé (l'accession à l'Empire comptant pour une acclamation).

### Des pouvoirs immenses
Grâce à l'imperium, l'empereur, tout-puissant, exerce un pouvoir sans partage et en toute impunité. L’imperium est la puissance absolue et complète d’un officier sur le champ de bataille. Il a droit de vie et de mort sur ses hommes.
Cette puissance, initialement divisée entre plusieurs magistrats, est placée durant la période impériale dans les mains d'un seul homme. L'empereur décide de la paix et de la guerre, lève les impôts et est le maître des dépenses publiques. En sa qualité de Pontifex maximus, il est le maître des cultes publics et du droit religieux. Aucun autre pouvoir ne limite le sien. Chaque nouvel empereur a un rôle aussi indéterminé qu’immense. L’empereur peut légiférer directement par un édit ou un simple rescrit ayant la valeur d'une loi votée par le Sénat, car tout ce que l'empereur décide est légal. Il ne consulte le Sénat qu’à sa propre convenance, pour valider ses choix.
L'empereur a droit de vie et de mort sur tous ses sujets. Il peut même faire exécuter un sénateur sans jugement, car la vie de tout homme est à sa merci. L'empereur détient donc seul le pouvoir véritable, tout en affectant d’être un serviteur responsable de l’État. Cette ambivalence était l’essence même du césarisme. De fait, le cérémonial, le culte impérial et le caractère sacré des images impériales créent un fossé entre les empereurs et le reste des hommes. De plus, aux yeux du peuple, l'empereur n’est pas un mandataire, mais un maître, un être supérieur par nature à ses sujets.

### Un personnage «sacré»
Pour les Orientaux et une partie des populations hellénisées, l’empereur est un monarque, un basileus. Le lien de ce roi avec ses sujets se manifeste dans le serment d’attachement à la personne du souverain. Chaque année tous les habitants de l’Empire prêtent serment à l’empereur. Chaque sujet jure d’embrasser en toutes choses la cause du prince et de sa famille, de les défendre au prix de sa vie et de celle de ses enfants, d’être l’ennemi des ennemis de l'empereur et de dénoncer toute action, volonté ou parole qui leur seraient hostiles. Le culte impérial renforce encore le sentiment monarchique et le caractère divin du prince.
En plus de leur fonction pontificale (pontifex maximus), les empereurs ont un statut divin, initialement après leur mort, et, depuis le dominat, à partir de leur accession au pouvoir. Cette sacralisation ne leur évite pas d'être régulièrement exposés à des morts violentes par assassinat (souvent en lien avec les troubles politiques qui marquent les guerres de succession), par suicide ou lors d'un combat.

## L'évolution du pouvoir impérial

Auguste de Prima Porta, statue de l'empereur Auguste dit Octave; 1^{er} empereur romain

### Le principat
Une fois au pouvoir, Octave évite de prendre les titres de roi et de dictateur, fatals à César ; cependant, tout en conservant les apparences de la république, il concentre dans ses mains de plus en plus de fonctions républicaines : il fut treize fois consul, et reçoit les pouvoirs de censeur et de tribun de la plèbe sans avoir exercé ces magistratures. De 31 à 27 av. J.-C., il prépare la stabilisation du régime nouveau dont il est le fondateur : le principat. Lors de la séance du Sénat de janvier 27 av. J.-C., la res publica est en apparence restaurée par ses soins et rendue au Sénat et au peuple. En fait, le Sénat ne conserve que l'administration de quelques provinces sans légion. Octave, qui reçoit peu après le titre d'Auguste, garde ses immenses pouvoirs et se voit confier l'administration des provinces frontières et donc le commandement des armées. Le nom d'Augustus souligne son caractère sacré et divin, et confère à ses décisions un poids considérable quoique sans fondement institutionnel. En 23 av. J.-C., il reçoit la puissance tribunicienne complète et à vie, base civile de son pouvoir, et un imperium proconsulaire maius (plus grand que celui des proconsuls des provinces sénatoriales). En 2 av. J.-C., il reçoit le titre de Père de la patrie, qui place sous sa protection l'ensemble du peuple romain. Partout il est le « premier », le princeps, donnant ainsi le nom du régime qu'il a fondé : le principat. Auguste intervient dans l'élection des magistrats grâce au droit de recommandation. Il peut choisir les nouveaux sénateurs et nommer à tous les échelons des fonctionnaires. Il dirige la diplomatie et la politique extérieure. Enfin, l'empereur dispose de moyens financiers considérables, grâce à sa fortune personnelle en partie héritée de César, aux revenus de l'Égypte, son domaine privé, et à certains impôts qui alimentent les caisses impériales. En même temps, il créa d’autres fonctions (préfets, légats des provinces impériales, …) dont les titulaires dépendaient entièrement de lui.
De plus, Octave se fit décerner par le Sénat romain les titres d'Imperator, d'Auguste et de Princeps senatus (le premier à parler au Sénat).
Les premiers successeurs d’Auguste (Julio-Claudiens, Flaviens, Antonins) reprirent cette fiction d’un gouvernement au nom du Sénat et du peuple romain (SPQR = Senatus PopulusQue Romanus), tout en concentrant de plus en plus de pouvoir personnel. Les mots « Imperator » et « Augustus » devinrent des titres portés par chaque empereur.
La République romaine continuait fictivement, avec ses magistrats, mais ceux-ci étaient tous désignés par l’empereur avant d'être élus. Le Sénat, composé de membres eux aussi choisis par les empereurs, confirmait le titre des nouveaux empereurs, qui provenaient d’ailleurs de ses rangs, et accordait l’apothéose aux « bons » empereurs ; ces derniers accédaient alors au rang de dieu et devenaient l'objet d'un culte officiel. Inversement, le Sénat vouait à l'oubli les empereurs détestés, en décrétant leur damnatio memoriæ.
Les empereurs gardaient un côté populaire, en s’immergeant parfois dans le peuple romain : Auguste interpellait des spectateurs du cirque depuis sa loge impériale ; Néron, Trajan, Hadrien fréquentaient les bains publics, comme le note Suétone.
Le principat connaît son apogée sous les règnes de Trajan et d'Hadrien. Cette période reste assimilée à un âge d'or, où règnent la paix et la prospérité, la fameuse Pax Romana.

### La dictature militaire
Cependant, cette paix est plus fragile qu'il n'y paraît : l'un des derniers Antonins, l'empereur Marc Aurèle, passe la plus grande partie de sa vie à guerroyer aux frontières. Son fils et successeur, Commode, se discrédite par ses excentricités et sa cruauté. Son assassinat en 192 provoque la crise qui couvait depuis longtemps déjà.
À partir de 193, les légions, qui avaient déjà joué un rôle crucial lors de la première année des quatre empereurs (69), deviennent toutes-puissantes dans la désignation des empereurs. L’empereur prend toutefois soin de faire ratifier son élévation par le Sénat, et maintient ainsi la fiction du régime d’Auguste. Mais après cette crise, l'Empire est devenu un Empire militaire. Dans un célèbre portrait, Caracalla n’a plus le visage serein d’un membre de la bonne société. On lit sur son visage une mission, celle d’un gardien aux aguets qui veille sur l’Empire. L’Empire comprend désormais un empereur, le berger, des soldats, les chiens de garde, et le troupeau, dont les deux précédents ont la garde. Le Sénat est lui oublié.
Ces « empereurs-soldats » vivent, néanmoins, sous la coupe continuelle de leurs armées qui les éliminent au moindre facteur de mécontentement (défaite, baisse de soldes, autre compétiteur jugé plus attrayant). Ainsi, de tous les empereurs romains de 235 jusqu'à 285, Claude II le Gothique, en succombant à une épidémie en 270, est l'unique empereur à ne pas mourir assassiné par ses soldats.
Après 268, les empereurs n’appartiennent plus à l’ancien ordre sénatorial (à l’exception de Tacite entre 275 et 276). Ils sont pour la plupart des militaires montés en grade (empereurs illyriens) qui n’ont pratiquement pas fréquenté la ville de Rome et son Sénat. C'est nécessaire car ils sont toujours sur la brèche, toujours aux frontières pour réprimer un soulèvement ou une incursion barbare. Ils sauvent l’Empire pendant la crise du troisième siècle. Les fonctions de général en chef et de chef de guerre victorieux que tient traditionnellement l'empereur sont renforcées dans ces périodes de guerres incessantes. À côté des qualificatifs habituels comme felix, on associe de plus en plus le terme invictus. En effet, un empereur vainqueur peut espérer la fidélité de ses sujets et de ses troupes. En cas de défaite militaire, des concurrents apparaissent parmi les autres généraux. Les empereurs essaient cependant de trouver une légitimité en transformant le culte impérial. Aurélien est considéré comme un dieu sur terre. Sur ses monnaies, on peut trouver l'inscription deus et dominus natus. L'empereur est donc divinisé de son vivant.

### Le dominat
Pour faire face, l’Empire romain a besoin d’un pouvoir efficace, donc fort et démultiplié. Dioclétien (qui règne de 284 à 305) achève de transformer le principat moribond en une monarchie à l’orientale. L’empereur se sacralise, prend les titres de Dominus et Deus (Seigneur et Dieu). Une construction idéologique a peu à peu assimilé les empereurs à des divinités vivantes et justifie ainsi leur pouvoir absolu. Ce régime impérial nouveau est appelé dominat.
Pour Dioclétien, l’autorité impériale est de nature divine. Dioclétien et Galère, son fils adoptif, se prétendent descendants de Jupiter. Ils prennent le surnom de Jovien, son collègue Maximien ainsi que son co-césar Constance Chlore celui d'Herculien. Cette sacralisation du pouvoir impérial a aussi pour but d’enlever toute légitimité aux usurpateurs éventuels puisque seul l’empereur est élu des dieux, et que seul son successeur est légitime. Dioclétien conserve aussi la notion de pouvoir impérial collégial héritée des heures sombres de l'anarchie militaire, et la systématise sous le nom de Tétrarchie. Dans ce régime, le pouvoir était partagé d'une part entre deux pôles géographiques, Orient et Occident, et d'autre part au sein de chaque pôle, entre un empereur titulaire dit Auguste et un adjoint et successeur désigné dit César. Cette organisation, trop théorique car elle supposait implicitement une bonne entente entre les différents co-empereurs, ne dura guère au-delà de Dioclétien lui-même (les autres tétrarques n'avaient pas son sens du devoir —- il est le seul empereur à avoir abdiqué volontairement).
Constantin Ier reprend le titre de Dominus. Du fait de sa conversion, il ne cherche pas à affirmer une filiation divine. Il prétend plutôt avoir été investi par le Dieu des chrétiens pour gouverner l’Empire. Constantin affirme qu’il est le représentant de Dieu sur la terre. En son intelligence se reflète l’intelligence suprême. Il s’entoure d’un faste incroyable pour exalter la grandeur de la fonction impériale. Le principe dynastique mis en place par Constantin a pour conséquence un affaiblissement du pouvoir impérial. En effet, à plusieurs reprises, des enfants sont arrivés au pouvoir à la mort de leur père. C’est le cas de Gratien et de Valentinien II, d’Arcadius et d’Honorius, de Théodose II et de Valentinien III en 423. Les mères de ces jeunes empereurs occupent alors un rôle politique important ainsi que certains préfets du prétoire.
En Occident, le pouvoir spirituel s’engage vers une autonomie plus grande face au pouvoir politique. Ambroise pose les bases de la théorie médiévale de la séparation des deux pouvoirs esquissant même l’idée d’une subordination du pouvoir politique au pouvoir spirituel. Il contraint ainsi Théodose à faire pénitence et à marcher pieds nus dans la cendre pour expier le massacre de dix mille personnes après la révolte de Thessalonique en 390. En Orient, les empereurs naviguent entre césaropapisme et subordination au pouvoir spirituel. Ainsi, en 450, l’empereur Marcien est couronné empereur par l’évêque de Constantinople Anatolius. Son successeur Léon fait de même. C’est donc l’évêque qui au nom de Dieu fait le souverain.

## Les successeurs des empereurs romains

### Lebasileus
En 476, Odoacre, roi des Hérules, dépose Romulus Augustule, l'empereur de la partie occidentale de l'Empire. Mais loin de désirer s'emparer du trône impérial, il envoie au dirigeant byzantin Zénon les insignes de la charge, ainsi qu'une soumission à l'autorité du seul Auguste restant. Cela témoigne de l'immense prestige que conservait encore l'Empire romain, même amputé de sa partie occidentale. Non seulement Odoacre se plaça sous l'autorité symbolique de Zénon, mais on retrouve ce phénomène ailleurs : chez les Francs, Clovis voulut aussi se rattacher au souvenir de l'Urbs, et fut ainsi très honoré de se voir confier les insignes consulaires, terme désuet recouvrant une fonction disparue, mais qui gardait par sa simple romanité un immense prestige.
Dépositaire de l'autorité de Rome, et de son prestige, l'Empire romain dans sa partie orientale eut toujours un immense prestige au fil des siècles. Chez les Grecs, l'empereur a toujours été appelé basileus, c’est-à-dire roi, car pour les Grecs la royauté n'avait pas la connotation péjorative qu'elle revêtait chez les Romains. En 629, l’empereur Héraclius prit le titre de basileus, abandonnant les précédents titres latins, mais se considérant toujours comme empereur des Romains.
Le titre de basileus disparaît définitivement avec la chute de Constantinople en 1453, même si les Russes se sont parfois considérés comme héritiers de Byzance (Sophie Paléologue épousa Ivan III, grand-prince de Moscou, et quelques années plus tard Ivan IV de Russie prend le titre de Tsar, ce qui marque clairement la filiation avec Constantinople).

### La résurgence du titre impérial en Occident
Il fallut attendre plus de trois siècles avant qu’un prince en Occident ne reprenne le titre d'empereur : Charlemagne en l'an 800 fut couronné par le pape Léon III. Ce couronnement fut considéré comme une usurpation par le pouvoir de Byzance.
Sa couronne se transmettra dans le Saint-Empire romain germanique, héritier de l'Empire. L'empereur des Français Napoléon Ier s'inspire également de l'Empire romain. Si l'Empire allemand des Hohenzollern se considérera un tant soit peu comme une entité originale, il n'en sera pas ainsi du Troisième Reich nazi qui avait l'ambition de durer 1 000 ans comme l'Empire romain.

## Les dynasties impériales romaines

### Julio-Claudiens
- Caius Julius Caesar III
  - Jules César
  - Julie la Jeune
    - Atia
      - Octavie
        - Antonia la Jeune
          -  Claude

      -  Auguste
        - Julie-Auguste ⚭ Marc Agrippe ; ⚭  Tibère
          - Agrippine l'Aînée
            -  Caligula
            - Agrippine la Jeune
              -  Néron

          - Julie Vipsanie
            - Émilie Lépide
              - Junie Lépide
                - Cassia Longina
                  - Domitia Longina ⚭ Plautius ; ⚭  Domitien
                    - Plautia
                      - Lucius Fundanius Lamia Aelianus

### Flaviens
- Vespasien
  -  Titus
  -  Domitien

### Antonins
- Nerva
- Ulpius
  - Ulpia
    - Publius Aelius Hadrianus Afer
      -  Hadrien

  - Marcus Ulpius Traianus
    -  Trajan
    - Ulpia Marciana
      - Salonia Matidia
        - Plotine ⚭  Hadrien
- Marcus Annius Verus
  - Marcus Annius Verus
    -  Marc Aurèle
      - Lucille ⚭  Vérus
      - Annia Galeria Aurelia Faustina
        - Tiberius Claudius Severus Proculus
          - Annia Faustina ⚭  Héliogabale

      -  Commode

  - Faustine l'Ancienne ⚭  Antonin le Pieux
    - Faustine la Jeune ⚭  Marc Aurèle

### Sévères
- Julius Bassianus
  - Julia Domna ⚭  Septime Sévère
    -  Caracalla
    -  Geta

  - Julia Maesa
    - Julia Soæmias
      -  Héliogabale

    - Julia Mamæa
      -  Alexandre

### Constantiniens
- Constance Chlore dit Constance Ier
  -  Constantin Ier
    -  Constantin II
    -  Constant Ier
    -  Constance II

  - Flavius Julius Constantius
    -  Julien

### Valentiniens
- Gratianus Funarius
  -  Valentinien Ier
    -  Gratien
    -  Valentinien II

  -  Valens

### Théodosiens
- Théodose Ier
  -  Flavius Arcadius
    -  Théodose II
    - Pulchérie ⚭  Marcien

  -  Flavius Honorius
  - Galla Placidia ⚭  Constance III
    -  Valentinien III
      - Galla Placidia la Jeune ⚭  Flavius Anicius Olybrius

## Titres et statuts
Bien que les titres et statuts suivants soient les plus communs, tous les empereurs romains ne les utilisaient pas, et tous n'ont pas été utilisés au cours de la même période de l'Histoire.
| Titre latin | Abréviation latine | Autre typographie                            | Traduction en français           | Signification                                                                           |
| ----------- | ------------------ | -------------------------------------------- | -------------------------------- | --------------------------------------------------------------------------------------- |
| Augustus    | AVG.               | Αὔγουστος / aúgoustos ou Σεβαστός / sebastós | Auguste, majestueux ou vénérable | Cognomen honorifique réservé à l'empereur                                               |
| Autokrator  |                    | Αὐτοκράτωρ / autokrátôr                      | Souverain                        | Titre grec équivalent à celui d'empereur dans le sens commandant en chef                |
| Basileus    |                    | Βασιλεύς / basileús                          | Roi                              | Utilisé dans l'empire d'Orient à partir d'Heraclius                                     |
| Cæsar       | CAES.              | Nobilissimus Cæsar ou Καίσαρ / kaísar        | César                            | Initialement équivalent à Auguste, désigne ensuite l'héritier présomptif de la couronne |